# Ушатые
Ушатые (Жеряпины, Жеряпины-Ушатые) — княжеский род, Рюриковичи, происходят от Ярославских князей.
Род внесён в Бархатную книгу. Князья Ушатые принадлежали к верхнему слою княжеской аристократии, поскольку кроме вотчин в Ярославском уезде, разрядных назначений их представители имели чин — окольничий. Историк А.А. Зимин полагал, что успехам князей Ушатых способствовали родственные связи с боярской фамилией Кошкины, на дочери которого был женат родоначальник.

## Происхождение и история рода
Родоначальник — Фёдор Иванович Ушатый (XVII колено от Рюрика), третий сын князя Ивана Михайловича Моложского, внук Михаила Давыдовича, первого Моложского князя. Фёдор — младший брат князей Андрея и Глеба Ивановича Шумаровских. Уже их отец Иван при разделе наследства Михаила Давыдовича не получил удела, поэтому владетельными князьями Ушатые не были, прозвище их не связано с отчиной.
Князья Ушатые находились на службе у Московских князей. У родоначальника было шесть сыновей: Василий, Константин, Иван Большой по прозвищу Ляпун, Иван Меньшой по прозвищу Бородатый, Юрий и Пётр. Они служили Ивану III. Внук основателя рода Василий Васильевич имел прозвище Чулок, откуда фамилия Чулковы нескольких его потомков. Род полностью пресёкся в XXII колене от Рюрика.
Князья Ушатые владели землями в Ярославском уезде и получили в конце XV-начале XVI века поместья в Новгородских пятинах, но после смерти лиц, получивших поместья и не имевшие потомства, данные земли перешли к другим служилым фамилиям. Род имел тесные связи с Троице-Сергиевым монастырём, куда делал крупные вклады.

## Известные представители
| №            | Имя, Отчество            | № отца | Примечание |
| ------------ | ------------------------ | ------ | --- |
| 1            | Фёдор Иванович Ушат      |        | Родоначальник княжеского рода Ушатые, женат на дочери Якова Казака-Кошкина. |
| 2            | Василий Фёдорович        | 1      | |
| 3            | Константин Фёдорович     | 1      | |
| 4            | Иван Фёдорович Ляпун     | 1      | |
| 5            | Иван Фёдорович Бородатый | 1      | |
| 6            | Юрий Фёдорович           | 1      | В 1520 году четвёртый воевода в Серпухове. В 1522 году первый воевода войск левой руки в походе за крымцами. Убит в бою под Казанью, а год не указан.                                                                       |
| 7            | Пётр Фёдорович           | 1      | |
| 8            | Юрий Васильевич Большой  | 2      | |
| 9            | Василий Васильевич Чулок | 2      | |
| 10           | Иван Васильевич Третьяк  | 2      | Сделал вклад в Троице-Сергиев монастырь свою вотчину село Коприно с деревнями в Ярославском уезде (1546). Его жена, старица Киликея, сделала вклад 50 рублей и вещи в Троице-Сергиев монастырь (1551).                      |
| 11           | Борис Васильевич         | 2      | В 1526 году воевода Сторожевого полка судовой рати. В 1539 году описывал Деревскую пятину. В 1544 году воевода четвёртого Передового полка в Казанском походе. Сделал вклад в Троице-Сергиев монастырь в 500 рублей (1564). |
| 12           | Юрий Васильевич Меньшой  | 2      | В 1527 году в числе воевод в походе из Коломны на Лужу. В 1535 году воевода в Почепе. В марте 1544 года первый воевода пятого Сторожевого полка в Казанском походе.                                                         |
| 13           | Данила Юрьевич           | 8      | В марте 1544 года третий воевода первого Большого полка в Казанском походе. |
| 14           | Иван Юрьевич             | 8      | В апреле 1549 года третий воевода четвёртого Передового полка в шведском походе |
| 15           | Иван Васильевич          | 9      | Московский дворянин. В 1549 году первый полковой судья в шведском походе. В 1551 году показан в стольниках, голова в Государевом полку в походе к Полоцку.                                                                  |
| 16           | Даниил Васильевич        | 9      | В октябре 1551 года написан в третью статью московских детей боярских. В 1565 году четвёртый воевода в Казани. В 1568 году казнён по делу о заговоре в земщине, его имя внесено в синодик опальных.                         |
| 17           | Семён Юрьевич            | 12     | |
| 18           | Фёдор Давыдович          | 13     | |
| 19           | Иван Иванович            | 15     | |
| 20           | Пётр Иванович            | 15     | |
| 21           | Дмитрий Данилович        | 16     | |
| 22           | Юрий Петрович            | 20     | Стольник, воевода в Шацке (1603), в Казани (1613—1615). |
| Род пресёкся |                          |        | |

- Князья Жеряпины-Ушатые: Григорий и Михаил Михайловичи — московские дворяне (1629).
- Князь Жеряпин-Ушатый — стряпчий (1658)[1][4].
- Филарет Жеряпин-Ушатый - келарь Спасо-Преображенского монастыря в Ярославле (1685) [5].